# Denis Mitchison
Denis Anthony "Denny" Mitchison CMG (6 de setembro de 1919 – 2 de julho de 2018) foi um bacteriologista britânico.

## Carreira
Seu primeiro trabalho em Patologia foi em Brompton Hospital no momento em que o primeiro teste clínico com um ensaio aleatório entre a ingestão de tratamento pulmonar (tuberculose (TB) com estreptomicina ou com repouso na cama, só foi executado.
Denis morreu em 2 de julho de 2018, com a idade de 98 anos.